# Ludwig Maria Florian
Ludwig Maria Florian (* 18. Januar 1900 in Neustadt; † 16. Dezember 1973 in Frankfurt am Main) war ein deutscher Verwaltungsbeamter und Kommunalpolitiker (CDU).

## Leben
Ludwig Florian studierte Volkswirtschaft in Münster und wurde dort zum Dr. rer. pol. promoviert. Er war Soldat im Zweiten Weltkrieg.
1945 wurde er Geschäftsführer der IHK Frankfurt am Main und war wesentlich am Aufbau der IHK zusammen mit dem von den Amerikanern ernannten Präsidenten Alfred Petersen beteiligt. Anschließend war er Abteilungsleiter im Hessischen Wirtschaftsministerium sowie Staatsbeauftragter. Von 1947 bis 1952 war Florian der Verwalter der Mitteldeutschen Creditbank, die hessische Filialgruppe der dezentralisierten Commerzbank. In dieser Funktion überwachte er die Durchführung der Großbankenreform. Von 1953 bis 1965 war er Polizeivizepräsident in Frankfurt am Main sowie Katastrophenschutzbeauftragter für das Stadtgebiet von Frankfurt.
1948 wurde er Stadtverordneter im Frankfurter Stadtrat und stellvertretende Fraktionsvorsitzende der CDU von 1948 bis 1952. Von 1947 bis 1952 war er Vorsitzender des Stadtkreisverbandes der CDU, in Nachfolge von Jakob Husch / Peter Horn.
Florian war seit 1919 Mitglied der W.K.St.V. Unitas Winfridia Münster. 1948 wurde er in St. Augustin zum Vorsitzendes des Verbandes der Wissenschaftlichen Katholischen Studentenvereine UNITAS gewählt; unter seiner Ägide konnte der Unitas-Verband nach dem Ende des Zweiten Weltkrieges neu aufgebaut werden.
1969 wurde Florian zum Präsidenten der Katholischen Deutschen Akademikerschaft KDA, einem Verband mit ca. 66.000 Mitgliedern, gewählt. Sein Nachfolger wurde 1972 Lothar Bossle.
1954 wurde er von Kardinal-Großmeister Nicola Kardinal Canali zum Ritter des Ritterordens vom Heiligen Grab zu Jerusalem ernannt und am 9. Mai 1954 im Freiburger Münster durch Lorenz Jaeger, Großprior der deutschen Statthalterei, investiert.

## Ehrungen
- Eisernes Kreuz 1. und 2. Klasse
- Päpstlicher Orden des heiligen Gregor des Großen
- Ehrenplakette der Stadt Frankfurt am Main (1965)
- Ehrensenior des Unitas-Verbandes (1973)

## Schriften
- Die soziale Kriegsbeschädigten- und Kriegshinterbliebenen-Fürsorge: unter besonderer Berücksichtigung der Verhältnisse des Reg.-Bez. Cassel, 1924
- Vermögenssperre und Vermögenskontrolle, Wirtschafts-Kundendienst 1946
- 95 Jahre Mitteldeutsche Creditbank: 1856 - 1951 ; ein Rückblick, Mitteldeutsche Creditbank Frankfurt/Main, 1951